# 朴道春
朴道春（韓語：박도춘，1944年3月9日—2022年7月27日），朝鮮政治人物。朝鲜劳动党中央政治局委员，前国防委员会委员，朝鲜人民军大将。

## 簡介
- 主体33年（1944年）3月9日生于慈江道狼林郡。
- 主体49年（1960年）10月参加人民军军队。
- 毕业于金日成高级党校。历任矿山党书记、劳动党中央委员会指导员、副科长、科长、部长。
- 2005年至2010年任慈江道党委责任书记，慈江道是朝鲜军工产业的核心地区，朴道春在此期间被评为朝鲜最优秀的军工专家。
- 主体99年（2010年）9月在第三次朝鲜劳动党代表会议上，当选为朝鲜劳动党中央政治局候补委员、中央书记局书记
- 主体100年（2011年）4月，在朝鲜第十二届最高人民会议第四次会议上，被增补为朝鲜民主主义人民共和国国防委员会委员，以接替调任内阁政治局长的全炳浩，负责朝鲜人民军军需事务。5月随金正日赴中国访问。
- 2012年2月，被授予朝鲜人民军大将军衔。
- 2012年4月12日，在朝鲜劳动党第四次代表会议上，当选为朝鲜劳动党中央政治局委员。

朴道春自2011年4月接替全炳浩出任朝鲜国防委员会委员后，便负责朝鲜人民军军需事务。2012年4月13日在朝鲜发射光明星3号地球观测卫星的行动中，他与同为国防委员会委员的朱奎昌（负责军备研发制造）、白世峰（负责军费）被称为“火箭三人帮”。在光明星3号发射失败后，曾有人猜测朴道春和朱、白三人可能因此被整肃下台。18日的日本《富士晚报》则指称朴道春、朱圭昌、白世凤已被点名为「战犯」，面临被处死。但从4月15号朝鲜人民军阅兵典礼上，朴、朱、白三人依然出现在朝鲜最高领导人金正恩的身边，5月4日金正恩视察朝鲜人民军航空与防空军指挥部，朴道春还陪同视察，可见朴道春的地位尚未受到影响。
2015年4月9日，朝鲜举行第13届最高人民会议第3次会议，朴道春被免去国防委员会委员职务，金春燮被选为国防委员会委员。
2022年7月27日逝世。2022年9月1日，遗体在新美里爱国烈士陵园下葬。